# دونالد جاي هال جونيور
دونالد جاي هال جونيور (بالإنجليزية: Donald J. Hall Jr.)‏ هو شخصية أعمال أمريكي، ولد في 1956.